# Charles Trouard de Riolle
Charles Trouard de Riolle, né le 20 avril 1743 à Pont-à-Mousson (Lorraine), mort le 4 décembre 1812 à Brouage (Charente-Maritime), est un général français.

## Biographie
Charles Trouard de Riolle est le fils de Pierre Trouard de Riolle, conseiller de l'Hôtel de ville de Pont-à-Mousson, et de Thérèse Michel. Il épouse Barbe Bourguignon, fille de Jean-Baptiste Bourguignon, avocat au conseil du roi de Pologne, et de Jeanne Jeanroy.
Il entre en service comme cadet gentilhomme dans les gendarmes de la Garde du roi, compagnie d’Orléans, puis il passe en 1773, à Sarreguemines comme lieutenant de la maréchaussée. En 1775, Il est nommé prévôt général de la compagnie de Corse en résidence à Bastia, et il est fait chevalier de Saint-Louis en 1786.
Il est nommé colonel de la gendarmerie à La Rochelle le 18 mai 1791, et il est admis à la retraite le 15 juillet 1792 avec le grade de maréchal de camp. Il est arrêté le 16 juillet 1793, et emprisonné à La Rochelle, puis à Rochefort, avant d'être libéré le 26 juillet 1794.
Il meurt le 4 décembre 1812, à Brouage.

## Sources
- (en) « Generals Who Served in the French Army during the Period 1789 - 1814: Eberle to Exelmans »
- L'Intermédiaire des chercheurs et curieux, Volume 60, Duprat, librairie de l’institut, 1909, p. 982.
- Charles Trouard de Riolles  sur roglo.eu